# العلاقات الكولومبية النيجيرية
العلاقات الكولومبية النيجيرية هي العلاقات الثنائية التي تجمع بين كولومبيا ونيجيريا.

## مقارنة بين البلدين
هذه مقارنة عامة ومرجعية للدولتين:
| وجه المقارنة                                              | كولومبيا        | نيجيريا                     |
| --------------------------------------------------------- | --------------- | --------------------------- |
| المساحة (كم2)                                             | 1.14 مليون      | 923.77 ألف                  |
| عدد السكان (نسمة)                                         | 49.07 مليون     | 190.89 مليون                |
| الكثافة السكانية (ن./كم²)                                 | 43.04           | 206.64                      |
| العاصمة                                                   | بوغوتا          | أبوجا، لاغوس                |
| اللغة الرسمية                                             | اللغة الإسبانية | لغة إنجليزية، اللغة اليوربا |
| العملة                                                    | بيزو كولومبي    | نيرة نيجيرية                |
| الناتج المحلي الإجمالي (بليون دولار)                      | 309.19 مليار    | 375.77 مليار                |
| الناتج المحلي الإجمالي (تعادل القوة الشرائية) بليون دولار | 724.96 مليار    | 1.09 تريليون                |
| الناتج المحلي الإجمالي الاسمي للفرد دولار أمريكي          | 7.60 ألف        | 2.64 ألف                    |
| الناتج المحلي الإجمالي للفرد دولار أمريكي                 | 13.36 ألف       | 5.91 ألف                    |
| مؤشر التنمية البشرية                                      | 0.720           | 0.514                       |
| رمز المكالمات الدولي                                      | +57             | +234                        |
| رمز الإنترنت                                              | .co             | .ng                         |
| المنطقة الزمنية                                           | 00              | ت ع م+01:00                 |

## منظمات دولية مشتركة
يشترك البلدان في عضوية مجموعة من المنظمات الدولية، منها:
| علم المنظمة | اسم المنظمة                               | تاريخ انضمام كولومبيا | تاريخ انضمام نيجيريا |
| ----------- | ----------------------------------------- | --------------------- | -------------------- |
|             | البنك الدولي للإنشاء والتعمير             | 24 ديسمبر 1946        | 30 مارس 1961         |
|             | منظمة التجارة العالمية                    | ?                     | ?                    |
|             | المركز الدولي لتسوية المنازعات الاستشارية | 14 أغسطس 1997         | 14 أكتوبر 1966       |
|             | منظمة حظر الأسلحة الكيميائية              | ?                     | ?                    |
|             | الفريق المعني برصد الأرض                  | ?                     | ?                    |
|             | المنظمة الهيدروغرافية الدولية             | ?                     | ?                    |
|             | الأمم المتحدة                             | 5 نوفمبر 1945         | 7 أكتوبر 1960        |
|             | منظمة الشرطة الجنائية الدولية             | ?                     | ?                    |
|             | وكالة ضمان الاستثمار متعدد الأطراف        | 30 نوفمبر 1995        | 12 أبريل 1988        |
|             | يونسكو                                    | 31 أكتوبر 1947        | 14 نوفمبر 1960       |
|             | مؤسسة التنمية الدولية                     | 16 يونيو 1961         | 14 نوفمبر 1961       |
|             | مؤسسة التمويل الدولية                     | 20 يوليو 1956         | 30 مارس 1961         |
|             | الاتحاد البريدي العالمي                   | ?                     | ?                    |
|             | الاتحاد الدولي للاتصالات                  | 25 أغسطس 1914         | 11 أبريل 1961        |

## وصلات خارجية
- موقع وزارة الخارجية النيجيرية